# Chasmina tibialis
Chasmina tibialis là một loài bướm đêm thuộc họ Noctuidae. Nó được tìm thấy ở Châu Phi, châu Á và từ Úc, Nouvelle-Calédonie và Fiji tới miền trung Polynesia.
Sải cánh dài khoảng 40 mm.
Ấu trùng ăn các loài Malvaceae, bao gồm Commersonia bartramia, Grewia và Hibiscus.